# Luis Pedro Santamarina
Luis Pedro Santamarina Antoñana (* 25. Juni 1942 in Abanto y Ciérvana-Abanto Zierbena; † 6. Februar 2017 in Portugalete) war ein spanischer Radrennfahrer und nationaler Meister im Radsport.

## Sportliche Laufbahn
Santamarina war Straßenradsportler und Teilnehmer der Olympischen Sommerspiele 1964 in Tokio. Im Mannschaftszeitfahren wurde Spanien mit José Ramón Goyeneche, José Manuel López Rodríguez, Mariano Díaz, und Luis Pedro Santamarina auf dem 8. Rang klassiert.
1966 wurde er Berufsfahrer im Radsportteam Fagor und blieb bis 1972 als Radprofi aktiv. 1967 siegte er in der nationalen Meisterschaft im Straßenrennen sowie im GP Viscaya. 1970 gewann er die Baskenland-Rundfahrt sowie die Vuelta a Aragón. Santamarina gewann zwei Etappen bei der Vuelta a España, eine 1968 und eine 1970 sowie 1968 eine Etappe beim Giro d’Italia. 1966 holte er einen Etappensieg in der Andalusien-Rundfahrt, 1972 in der Vuelta a los Valles Mineros. Die  Vuelta a Aragón 1970 gewann er vor Jesús Manzaneque. In der Vuelta a los Valles Mineros 1972 wurde er Gesamtsieger. 1972 gewann er eine Etappe im Gran Premio Leganes. 
Santamarina bestritt alle Grand Tours.

## Grand-Tour-Platzierungen
| Grand Tour            | 1966 | 1967 | 1968 | 1969 | 1970 | 1971 | 1972 |
| --------------------- | ---- | ---- | ---- | ---- | ---- | ---- | ---- |
| Vuelta a EspañaVuelta | 23   | –    | 28   | 22   | 9    | 50   | 27   |
| Giro d’ItaliaGiro     | –    | –    | 18   | –    | –    | –    | –    |
| Tour de FranceTour    | 29   | 49   | –    | DNF  | –    | 24   | –    |

In der Tour de Suisse 1967 wurde er Dritter.